# Exit Music: Songs with Radio Heads
Exit Music: Songs with Radio Heads és un àlbum de tribut a la banda britànica Radiohead publicat l'any 2006. L'àlbum inclou cançons interpretades per Mark Ronson, Alex Greenwald de Phantom Planet, Sia, Matthew Herbert, Sa-Ra, The Cinematic Orchestra, RJD2 i altres.

## Llista de cançons
| Núm. | Títol                           | Versió                                                  | Durada |
| ---- | ------------------------------- | ------------------------------------------------------- | ------ |
| 1.   | «No Surprises»                  | Shawn Lee                                               |        |
| 2.   | «Morning Bell»                  | The Randy Watson Experience featuring Donn              |        |
| 3.   | «In Limbo»                      | Sa-Ra featuring Sa-Ra All Stars                         |        |
| 4.   | «High and Dry»                  | Pete Kuzma featuring Bilal                              |        |
| 5.   | «Just»                          | Mark Ronson featuring Alex Greenwald                    |        |
| 6.   | «Airbag»                        | RJD2                                                    |        |
| 7.   | «(Nice Dream)»                  | Matthew Herbert featuring Mara Carlyle                  |        |
| 8.   | «Blow Out»                      | LO Freq                                                 |        |
| 9.   | «The National Anthem»           | Me'Shell Ndegéocello & Chris Dave                       |        |
| 10.  | «Karma Police»                  | The Bad Plus                                            |        |
| 11.  | «Paranoid Android»              | Sia Furler                                              |        |
| 12.  | «Everything in Its Right Place» | Osunlade featuring Erro                                 |        |
| 13.  | «Knives Out»                    | Waajeed de Platinum Pied Pipers featuring Monica Blaire |        |
| 14.  | «Exit Music (For a Film)»       | The Cinematic Orchestra                                 |        |